# 岳晓勇
岳晓勇（1959年—），湖北恩施人，毕业于武汉大学英语系，中华人民共和国政治人物、外交官。
2010年，接替郁红阳担任中华人民共和国驻约旦大使。2016年，接替徐建国担任中华人民共和国驻爱尔兰共和国大使。2021年7月，任中国外交部阿富汗事务特使。